# Get Your Wings
Get Your Wings er Aerosmith's andet udspil og blev udsendt i marts 1974. Det er første album produceret af Jack Douglas. Som herfra stort set producere alt Aerosmith materiale op igennem 1970'erne. På dette album er det også første gang man ser det berømte "vinge-logo", som siden er blevet synonym med gruppen. Blandt albummets stærkeste numre regnes Seasons of Wither og Train Kept A' Rollin. Koncert klassikeren Same Old Song And Dance er fra dette album. Det toppede som #70 på Billboard 200.

## Trackliste
- 1. "Same Old Song And Dance"
- 2. "Lord Of The Thighs"
- 3. "Spaced"
- 4. "Woman Of The World"
- 5. "S.O.S. (Too Bad)"
- 6. "Train Kept A' Rollin"
- 7. "Seasons Of Withers"
- 8. "Pandora's Box"